# پارک چشم‌انداز (منطقه حفاظت شده)

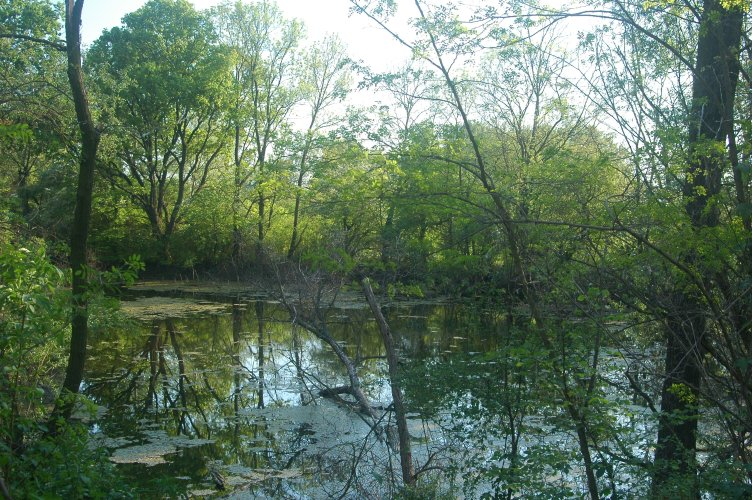
تالاب‌هایی در کرانهٔ رودخانهٔ موراوا در منطقهٔ پارک چشم‌انداز حفاظت شدهٔ Z آهوری (اسلواکی).

پارک چشم‌انداز در یک منطقهٔ حفاظت شده؛ (چک: chráněná krajinná oblast، کوتاه شده (CHKO)؛ اسلواکیایی: Chránená krajinná oblasť، کوتاه شده (CHKO)؛ لهستانی: Park Krajobrazowy; Slovene: krajinski park؛ اوکراینی: регіона́льний ландша́фтний (пейзаávтн as (пайзаáé körzet، به اختصار (TVK) نوعی منطقه حفاظت شده در کشورهای جمهوری چک، لهستان، اسلواکی، اوکراین، مجارستان و اسلوونی است. اینگونه پارک‌ها از وضعیت حفاظتی کمتری نسبت به یک پارک ملی برخوردارند و محدودیت‌ها و سخت‌گیری کمتری برای توسعه و استفادهٔ اقتصادی از آن‌ها اعمال می‌شود؛ (معمولاً طبقهٔ V، از دیدگاه IUCN).
پارک‌های چشم‌انداز، مؤسسه‌های تفریحی محیطی با موقعیت محلی یا منطقه‌ای پشتیبان محیط هستند که با هدف حفاظت از مجتمع‌ها و چیزهای طبیعی معمولی یا منحصر به فرد طبیعی که در آنها وجود دارد، و همچنین برای فراهم کردن شرایط برای تفریح سازمان یافتهٔ مردم، ایجاد می‌شوند.
پارک‌های چشم‌انداز با اختیار یا بدون داشتن اختیار در مورد عقب‌نشینی زمین پارک، یا برداشت وسایل، آب و دیگر اشیاء طبیعی از طرف صاحبان یا کاربران آنها، سازماندهی می‌شوند.
در شرایطی که بازپس گرفتن یک قطعه زمین، آب و سایر بودنی‌های طبیعی برای پاسخ به نیازهای پارک‌های چشم‌انداز منطقه ضروری باشد، انجام آن به ترتیب تعیین شده توسط قانون آن کشور خاص انجام می‌شود.
پارک‌های چشم‌انداز به اجرای چنین هدف‌هایی متکی و پایبند هستند:
- حفاظت از مجتمع‌ها و اشیاء با ارزش طبیعی و تاریخی - فرهنگی.
- ایجاد شرایط برای گردشگری مؤثر، تفریحی و سایر انواع فعالیت‌های فضای باز در شرایط طبیعی، مطابق با منشور حفاظت از مجتمع‌های طبیعی و اشیاء محافظت شده.

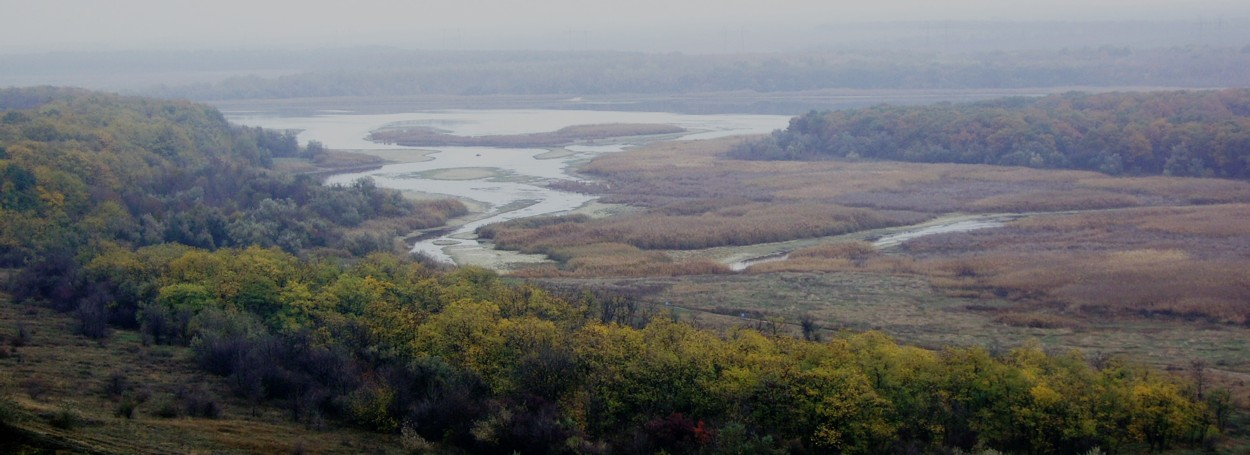
پارک چشم‌انداز منطقه‌ای «کلبان بیک». حوضه آبریز کلبان-بیستکه، منطقهٔ حفاظت شده در اوکراین.

- ارتقاء کار آموزش محیط زیست.